# Bicarinibracon carini
Bicarinibracon carini är en stekelart som beskrevs av Chishti och Donald L.J. Quicke 1993. Bicarinibracon carini ingår i släktet Bicarinibracon och familjen bracksteklar. Inga underarter finns listade.